# Careproctus catherinae
Careproctus catherinae és una espècie de peix pertanyent a la família dels lipàrids.

## Descripció
- El mascle fa 21,6 cm de llargària màxima i la femella 19,2.[5][6]

## Hàbitat
És un peix marí i batidemersal que viu entre 1.382 i 2.154 m de fondària.

## Distribució geogràfica
Es troba al mar de Ross.

## Observacions
És inofensiu per als humans.